# Sacro Cuore di Gesù delle Suore Oblate del Sacro Cuore
Sacro Cuore di Gesù delle Suore Oblate del Sacro Cuore de Gesù é uma capela conventual localizada na Via del Casaletto, 128, no bairro de Monteverde Nuovo do quartiere Gianicolense de Roma. É dedicada ao Sagrado Coração de Jesus.

## História
A congregação das Oblatas do Sagrado Coração de Jesus (em italiano:  Suore Oblate del Sacro Cuore di Gesù) foi fundada em Grottaferrata por Teresa Casini em 1894 para interceder junto ao Sagrado Coração de Jesus por vocações sacerdotais e pela santidade dos sacerdotes e para oferecer orações de apoio para os sacerdotes durante seu ministério. A fundadora foi persuadida a incluir como parte do carisma a educação de garotas para formação de boas mães para futuros padres, o que levou à fundação da primeira escola em 1910. A congregação foi inicialmente aprovada para a diocese de Frascati, mas recebeu aprovação papal em 1947 para sua internacionalização. Depois disto, a cúria-geral da ordem foi transferida para um novo convento, muito maior, em Roma, batizado de Madre Teresa. Como há duas outras duas congregações com o mesmo nome operando em Roma, a Diocese de Roma se refere às irmãs oblatas como Suore Oblate del Sacro Cuore di Gesù - Grottaferrata.
A capela propriamente dita foi projetada por Alberto Tonelli e as obras começaram em 1951, mas ela só foi consagrada em 1960. Ela é utilizada como uma capela dependente da paróquia da Trasfigurazione di Nostro Signore Gesù Cristo juntamente com a vizinha Santa Maria Mater Carmeli delle Suore Carmelitane Missionarie.

## Descrição
O edifício do convento é em tijolos vermelhos com uma moldura de concreto armado e consiste de um longo bloco principal de quatro andares com um grande anexo de um andar em frente. A capela está anexa na extremidade norte do bloco principal através de um corredor.
A planta é baseada num octógono irregular alongado no eixo principal com uma parede de entrada muito estreita e uma parede ligeiramente mais larga atrás do altar, na outra ponta. A estrutura também é de tijolos vermelhos assentado sobre um baixo plinto de concreto. A parede de entrada é toda de vidro e sustenta as portas, também de vidro. Ela é quadrada e está no topo de um lance de escadas. 